# スルッとKANSAI 3dayチケット
スルッとKANSAI 3dayチケット（スルッとかんさいスリーデイチケット）は、かつてスルッとKANSAI協議会が発行した、同協議会加盟社局の鉄道およびバス路線が乗り放題の一日乗車券である。
かつては、全国通年発売版、関西限定版が存在していたが、いずれも発売終了となり、2016年12月12日以降は外国人観光客向けの「KANSAI THRU PASS」（2日用と3日用）のみの販売となり、これも2024年3月31日を以って発売終了し、翌4月1日からは鉄道のみが乗り放題となる「KANSAI RAILWAY PASS」が発売されている。
本項では、2dayチケット（全国通年発売版・発売終了）および「KANSAI THRU PASS」（発売終了）、「KANSAI RAILWAY PASS」についても記述する。

## 概要
1996年から運用が開始されたスルッとKANSAIは、2001年までに京阪神地区におけるほぼすべての鉄道会社が導入したことから、このメリットを生かした乗車券である。

### 沿革
- 2000年4月1日 関西限定版を5月7日までの期間限定で発売。全国版を翌年の2月2日まで発売（この時点では近鉄は導入されなかった）。
- 2014年4月1日 消費税増税を機に発売価格が見直され、2014年関西限定版春季の発売・有効期間の変更が行われた。
- 2016年9月30日 全国版2day・3dayチケット発売終了。
- 2016年10月31日 全国版2day・3dayチケット利用終了。
- 2016年12月11日 関西限定版3dayチケット発売終了。
- 2016年12月25日 関西限定版3dayチケット利用終了をもって、一般邦人向け販売を終了。
- 2020年9月1日 約4年ぶりに邦人向けの「KANSAI THRU PASS 2day チケット（国内版）」が期間限定で発売[1]。
- 2024年3月31日 「KANSAI THRU PASS」（2日用と3日用）発売および利用終了。
- 2024年4月1日 「KANSAI RAILWAY PASS」（2日用と3日用）発売および利用開始。

## 発売期間

### 発売中
- KANSAI RAILWAY PASS：通年発売。ただし、後述とおり「有効期間」がある。

### 発売終了
- 全国版：2016年9月30日までの通年発売
- 関西限定版：春、夏、秋限定。
  - 春季 3月25日の直前の金曜日からゴールデンウィーク終了後の最初の日曜日まで（発売は5月5日、なお5月6日が日曜日か振り替え休日の場合は当該日まで）
  - 夏季 7月20日から8月31日（ただし、9月1日および2日が日曜日までの場合は該当日まで。発売は8月31日の直前の日曜日まで）
  - 秋季 11月1日より12月25日まで（発売は12月10日ごろまで）

2009年は春が3月13日 - 5月10日（発売は5月6日まで）、夏が7月17日 - 8月31日（発売は8月23日まで）、秋が11月1日 - 12月25日まで（発売は12月6日まで）となっていた。
2014年は春が消費税増税による値上げの関係で4月1日から発売・使用可能となった。
- KANSAI THRU PASS 2dayチケット（国内版）関西域内チケット（関西で発売）は2020年9月1日から2020年10月24日まで[1]。
- KANSAI THRU PASS 2dayチケット（国内版）関西域外チケット（関西以外で発売）は2020年9月24日から2021年3月14日まで[1]。
- KANSAI THRU PASS：通年発売。ただし、後述とおり「有効期間」があった。

## 有効期間
- KANSAI RAILWAY PASS、KANSAI THRU PASSおよび全国版3dayチケット:1月1日から3月31日までに購入・引き換えを行ったカードはその年の4月30日までの連続する3日間（秋冬版）、4月1日から9月30日までに購入・引き換えを行ったカードはその年の10月31日までの連続する3日間（春夏版）、10月1日から12月31日まで購入・引き換えを行ったカードは翌年4月30日までの連続する3日間（秋冬版）。
- 2dayチケット：全国版3dayチケットと同じ期間内で、連続する2日間。
- 関西限定版：上記の発売期間を参照。任意の3日間。
- KANSAI THRU PASS 2dayチケット（国内版）
  - 関西域内チケット：2020年9月1日から2020年10月31日までの任意の2日間。
  - 関西域外チケット：2020年10月1日から2021年3月21日までの任意の2日間。

## 発売場所
- KANSAI THRU PASS：外国の旅行代理店などでクーポンを発売しているほか、次の場所で発売されている。クーポン引き換え場所も下述の場所に限られる。
  - 関西空港のトラベルデスク、もしくは大阪空港のインフォメーションセンター、大阪南港コスモスクエアにある国際フェリーターミナル
  - 大阪市ビジターズインフォメーションセンター、JR京都駅前バス総合案内所、奈良市観光案内所（近鉄奈良駅）
  - その他主要のホテル

なお、KANSAI THRU PASSはパスポートの呈示がなければ発売できない。
  - 日本人でも、海外居住者や、外国人観光客のガイドなどで共に行動する場合に限り購入することができる。
- 関西限定版：利用社局の駅窓口、案内所、駅事務室やバス営業所などで発売していた。
- 全国版：近畿2府4県（大阪府・京都府・兵庫県・奈良県・滋賀県・和歌山県）及び三重県以外の主要旅行会社および公式サイト参照の主要コンビニエンスストアの各端末で（2010年より）クーポン（あるいはバウチャー券と書かれている）を発売していた。なお、クーポンは発売後おおむね1か月を目処にチケットに引き換えることが必要だった。引き換え場所については公式サイトに掲載されていた。なお、ごく一部の発売場所（京浜急行電鉄の品川駅や羽田空港国内線ターミナル駅、羽田空港第1ターミナル・第2ターミナルの案内所、ブックファースト渋谷文化村通り店・新宿店など）では、チケット自体を直接発売していた。
- KANSAI THRU PASS 2dayチケット（国内版）
  - 関西域内チケット：関西限定版と同じ。
  - 関西域外チケット：全国版と同じだが直接発売していた場所は除く。

## 価格
- KANSAI THRU PASS、税込価格（2019年10月1日以降、日本での販売価格）

| 商品名 | 大人価格 | 小児価格 |
| ------ | -------- | -------- |
| 3day   | 5,500円  | 2,750円  |
| 2day   | 4,400円  | 2,200円  |

- KANSAI THRU PASS 2dayチケット（国内版）

| 大人価格 | 小児価格 |
| -------- | -------- |
| 4,400円  | 2,200円  |

## 利用可能路線
公式ホームページのエリアマップより。KANSAI RAILWAY PASSとなってからはバスは利用できなくなった。
なお、近畿日本鉄道の特別急行列車（特急列車）である近鉄特急の全車及び一部団体専用列車、南海電気鉄道の特急ラピート・こうや・りんかん、観光列車天空の全車及び特急サザンの指定席車、泉北高速鉄道・南海の泉北ライナー、京阪電気鉄道のプレミアムカー及びライナー、阪急電鉄の特別車両のPRiVACEなど、乗車券以外の別料金を必要とする列車を利用する場合は、別途特急券、座席指定券、特別車両券等の購入が必要であるが、JRグループ各社が発行する青春18きっぷにおけるJR及び一部の第三セクター鉄道の特急列車・普通急行列車（狭義の急行列車）・普通列車のグリーン車指定席のように乗車券としても利用が不可能な列車は基本的には存在しない。一方、リムジンバス・高速バスや着席定員制の急行・特急バスの類の場合はほとんどが利用できない。
南海バス・京阪バス・京阪京都交通の深夜バスを利用する場合は、別途差額運賃が必要である（阪急バスの深夜バスは利用不可）。
本券で近鉄の青山町駅以東・壺阪山駅以南に乗車した場合、別途青山町駅・壺阪山駅からの運賃が必要となる。車掌に本券を提示して申し出れば、青山町・壺阪山 - 目的地までの乗車券・往復乗車券を発券してもらえる（近鉄名古屋駅・賢島駅まで乗り越した場合1,410円）。また、エリア内であっても道明寺線と田原本線は利用できない。
過去には、一部において期間限定で利用エリアの拡大が行われたことがある（近鉄伊賀線・近鉄吉野線壺阪山駅以南など）。
また、Osaka Metroの夢洲駅 - コスモスクエア駅間はエリア外のため本券は利用できず、別途夢洲駅 - コスモスクエア駅間の運賃が必要となる。
駅の自動改札機またはバスの磁気カードリーダーを通すことで利用可能であるが、これらの機械がない・対応しない京阪石山坂本線、叡山電鉄、比叡山坂本ケーブル、近鉄生駒ケーブルと西信貴ケーブル、近鉄バスの摂津・茨木地区、阪急バス（磁気券の取り扱い廃止以後）は日付を裏面に記入し提示することで利用可能である。磁気カード普及前は、3dayチケットの呈示利用を先行して可能とする事業者（南海バスなど）も存在した。
PiTaPa導入以後に協議会に参加し、PiTaPa利用のみを可能とした事業者はほとんどが利用不可能となっており、奈良県（奈良交通）や兵庫県加古川以西（神姫バス）など鉄道利用が可能でもバス移動には（協議会加盟事業者でも）別途運賃が必要なエリアもある。